# Пирог Іван Васильович
Іван Васильович Пирог (10 січня 1928 — ?, місто Ковель Волинської області) — український радянський діяч, залізничник, новатор виробництва, машиніст паровозного депо станції Ковель Волинської області. Депутат Верховної Ради УРСР 5-го скликання.

## Біографія
З 1940-х років — помічник машиніста, машиніст паровозного депо станції Ковель Волинської області. Майстер водіння великовагових поїздів.
Потім — на пенсії у місті Ковелі Волинської області.